# هانس شوشلین
هانس شوشلین (انگلیسی: Hans Schöchlin; ۶ مارس ۱۸۹۳ – ۳ ژوئن ۱۹۷۸) قایقران روئینگ اهل سوئیس بود.